# Søren Hanssen
Søren Hanssen er en vejlensisk erhvervsmand og storaktionær i Vejle Boldklub.

## Profil
Søren Hanssen er engageret i familievirksomheden Hanssen Holding og desuden ejer og administrerende direktør i tøjfirmaet REDGREEN. Ved siden af dette arbejde er Søren Hanssen formand i Vejle Boldklubs datterselskab VB Plus, der skal sikre fremtidige indtægter til klubben udover sportslige indtægter. Endvidere er Hanssen den største aktionær i Vejle Boldklub.
Søren Hanssens far, John Hanssen, var blandt de fire købmænd, der i slutfirserne investerede storkapital i Vejle Boldklub. Det eventyr, der blandt andet involverede et opsigtsvækkende indkøb af Preben Elkjær, endte med nedrykning i stedet for mesterskabspokaler.
I 2006 kom sønnerne ind i Vejle Boldklub med Søren Hanssen i spidsen. Hans team i VB Plus består per april 2009 af Lego-arvingen Anders Kirk Johansen og Steen Bagger Sørensen, der af søn af den tidligere Dandy-ejer, Holger Bagger Sørensen.